# Stictocerthia
Stictocerthia – rodzaj ptaków z rodziny szlarników (Zosteropidae).

## Rozmieszczenie geograficzne
Rodzaj obejmuje gatunki występujące endemicznie w Filipinach (Samar, Leyte i Mindanao).

## Morfologia
Długość ciała 10 cm; masa ciała 7,5–10 g.

## Systematyka
Rodzaj zdefiniował w 2023 roku międzynarodowy zespół ornitologów (Holender George Sangster, Amerykanie Nicholas T. Vinciguerra i Michael J. Andersen oraz Francuz Jimmy Gaudin) w artykule poświęconym nowemu rodzajowi ptaków opublikowanym w czasopiśmie Zootaxa. Gatunkiem typowym jest (oryginalne oznaczenie) cierniofilipinek mały (S. plateni).

### Etymologia
Stictocerthia: gr. στικτος stiktos ‘cętkowany, kropkowany’, od στιζω stizō ‘tatuować’; κερθιος kerthios ‘mały, zamieszkujący drzewa i żywiący się owadami ptak’, wspomniany przez Arystotelesa, być może pełzacz z rodzaju Certhia, lecz dotąd nie został właściwie zidentyfikowany; w nomenklaturze ornitologicznej nazwa ta jest stosowana na określenie różnych ptaków o cienkich lub zakrzywionych dziobach lub tych z palcami i pazurami przystosowanymi do pełzającego trybu życia.

### Podział systematyczny
Takson wyodrębniono z rodzaju Dasycrotapha. Do rodzaju należą następujące gatunki:
- Stictocerthia pygmaea (Ogilvie-Grant, 1896) – cierniofilipinek samarski
- Stictocerthia plateni (W. Blasius, 1890) – cierniofilipinek mały